# Persone di cognome Basile
| Questa pagina contiene informazioni ricavate automaticamente dalle voci biografiche con l'ausilio del template Bio e di un bot. L'aggiornamento è periodico e automatico e ricostruisce completamente la pagina. Se manca una persona in questa lista, sei pregato di non aggiungerla, ma accertati piuttosto che la sua voce biografica contenga il template Bio e che i dati anagrafici siano correttamente compilati. Se il template Bio manca, inseriscilo tu stesso o, in alternativa, metti l'avviso {{tmp\|Bio}} che ne segnala la mancanza. Se i dati riportati sono sbagliati, correggi direttamente la voce biografica; le modifiche saranno visibili in questa lista entro pochi giorni. Per chiarimenti vedi il progetto biografie. La lista contiene solo le 49 persone che sono citate nell'enciclopedia e per le quali è stato implementato correttamente il template Bio. Pagina aggiornata al 22 ott 2022. |

Questa è una lista di persone presenti nell'enciclopedia che hanno il cognome Basile, suddivise per attività principale.

## Allenatori di calcio(1)
- Alfio Basile, allenatore di calcio e ex calciatore argentino (Bahía Blanca, n.1943)

## Allenatori di calcio a 5(1)
- Piero Basile, allenatore di calcio a 5 e ex giocatore di calcio a 5 italiano (Martina Franca, n.1977)

## Allenatori di hockey su ghiaccio(1)
- Luciano Basile, allenatore di hockey su ghiaccio canadese (Montréal, n.1959)

## Architetti(3)
- Antonio Basile, architetto italiano (n.1795 - Messina, † 1844)
- Ernesto Basile, architetto italiano (Palermo, n.1857 - Palermo, † 1932)
- Giovan Battista Filippo Basile, architetto italiano (Palermo, n.1825 - Palermo, † 1891)

## Arcivescovi cattolici(1)
- Matteo Basile, arcivescovo cattolico italiano (Parete, n.1673 - Palermo, † 1736)

## Attori(3)
- Germano Basile, attore e doppiatore italiano (Napoli, n.1955 - Cassino, † 2018)
- Marco Basile, attore italiano (Noto, n.1974)
- Maria Basile, attrice italiana (Napoli, n.1954)

## Avvocati(3)
- Emanuele Basile, avvocato e politico italiano (Casalpusterlengo, n.1955)
- Guido Basile, avvocato e politico italiano (Messina, n.1893 - † 1984)
- Guido Vittoriano Basile, avvocato italiano (Palermo, n.1893 - Mauthausen, † 1944)

## Calciatori(1)
- Gianni Basile, ex calciatore italiano (Olivetta San Michele, n.1931)

## Cantanti(1)
- Adriana Basile, cantante e musicista italiana (Napoli, n.1580 - Napoli, † 1642)

## Cantautori(1)
- Cesare Basile, cantautore italiano (Catania, n.1964)

## Cestisti(2)
- Gianluca Basile, ex cestista italiano (Ruvo di Puglia, n.1975)
- Nicolò Basile, cestista italiano (Altamura, n.1995)

## Chirurghi(1)
- Attilio Basile, chirurgo e docente italiano (Itala, n.1910 - Catania, † 2012)

## Direttori d'orchestra(1)
- Arturo Basile, direttore d'orchestra italiano (Canicattini Bagni, n.1914 - Vercelli, † 1968)

## Dirigenti d'azienda(1)
- Maurizio Basile, dirigente d'azienda e dirigente pubblico italiano (Napoli, n.1948)

## Funzionari(1)
- Filippo Basile, funzionario italiano (Palermo, n.1961 - Palermo, † 1999)

## Ginnasti(1)
- Martina Basile, ex ginnasta italiana (Roma, n.2002)

## Giocatori di calcio a 5(2)
- Andrea Basile, giocatore di calcio a 5 italiano (Roma, n.1993)
- Santiago Basile, giocatore di calcio a 5 argentino (Buenos Aires, n.1988)

## Judoka(1)
- Fabio Basile, judoka italiano (Rivoli, n.1994)

## Karateka(1)
- Augusto Basile, karateka italiano (Roma, n.1937)

## Letterati(1)
- Giambattista Basile, letterato e scrittore italiano (Giugliano in Campania, n.1566 - Giugliano in Campania, † 1632)

## Medici(3)
- Francesco Basile, medico e accademico italiano (Catania, n.1955)
- Gaetano Basile, medico e igienista italiano (Randazzo, n.1864 - † 1952)
- Giuseppe Basile, medico italiano (Siculiana, n.1830 - Siculiana, † 1867)

## Militari(1)
- Emanuele Basile, carabiniere italiano (Taranto, n.1949 - Monreale, † 1980)

## Patrioti(1)
- Achille Basile, patriota, prefetto e politico italiano (Sant'Angelo di Brolo, n.1831 - Venezia, † 1893)

## Pittori(1)
- Gennaro Basile, pittore italiano (Napoli, n.1722 - Brno, † 1782)

## Poeti(1)
- Vito Cosimo Basile, poeta e scrittore italiano (Polignano a Mare, n.1887 - Polignano a Mare, † 1958)

## Politici(7)
- Carlo Emanuele Basile, politico, prefetto e scrittore italiano (Milano, n.1885 - Stresa, † 1972)
- Domenico Antonio Basile, politico italiano (Vibo Valentia, n.1952)
- Federico Basile, politico italiano (Messina, n.1977)
- Filadelfio Basile, politico e accademico italiano (Catania, n.1957 - Catania, † 2010)
- Luigi Basile, politico italiano (Benevento, n.1869 - Benevento, † 1951)
- Michele Basile, politico italiano (Vibo Valentia, n.1915 - † 1974)
- Nicola Basile, politico e scrittore italiano (Viggiano, n.1883 - Genova, † 1979)

## Scrittori(2)
- Domenico Basile, scrittore e poeta italiano (Napoli, n.1596 - Napoli, † 1633)
- Michele Basile, scrittore, insegnante e patriota italiano (Santa Lucia del Mela, n.1832 - Messina, † 1907)

## Sindacalisti(1)
- Gioacchino Basile, sindacalista italiano (Palermo, n.1949)

## Storici(2)
- Antonino Basile, storico, etnografo e scrittore italiano (Palmi, n.1908 - Palmi, † 1973)
- Nino Basile, storico e storico dell'arte italiano (Palermo, n.1866 - Palermo, † 1937)

## Storici dell'arte(1)
- Giuseppe Basile, storico dell'arte, critico d'arte e saggista italiano (Castelvetrano (Trapani), n.1942 - Roma, † 2013)

## Taekwondoka(1)
- Leonardo Basile, taekwondoka italiano (Napoli, n.1983)